# Tala! Det är så mörkt
Tala! Det är så mörkt är en svensk dramafilm från 1993 i regi av Suzanne Osten.

## Handling
Jacob är en judisk läkare som blir vittne när ett gäng skinnskallar överfaller och misshandlar en invandrare. En i gänget, Sören, blir skadad. Läkaren ger honom första hjälpen och säger åt honom att komma nästa dag och få såret omlagt. Sören kommer, han söker kontakt och Jacob lyssnar. Sören berättar om sin nazism och rädsla för invandrare, medan Jacob berättar om sin flykt från Adolf Hitlers Tyskland.

## Om filmen
Filmen spelades in 1992 i ateljé i Stockholm. Den hade premiär den 19 februari 1993 och är tillåten från 11 år. Inspelningen hölls hemlig för att undvika problem med personer på högerextremistkanten. Filmen visades för 150 000 elever i skolorna och följdes av gruppdiskussioner.

## Rollista (urval)
- Etienne Glaser – Jacob, distriktsläkare
- Simon Norrthon – Sören
- Ana-Yrsa Falenius – den våldtagna
- Lars Hansson – tågpassagerare
- Pia Johansson – sköterska på vårdcentralen
- Staffan Kihlbom – skinhead
- Richard Sseruwagi – flykting

## Musik i filmen
- A Voice Still Heard
- Stage Diving, musik Johan Petri, instrumental
- Shut 'Em Down, musik Cerwin Depper, text Cerwin Depper, Gary G-Wiz, Carlton Ridenhour och Stuart Robertz
- Race Traitor, text och musik Paul Burnley
- Smash the Reds, text och musik Paul Burnley
- Du gamla, du fria, text Richard Dybeck
- Calling for My Angel

## Utmärkelser
- 1993 – Kvinnofilmfestivalen i Créteil - Juryns pris, Suzanne Osten
- 1993 – Festival de Genève - Meilleur espoir masculin, Simon Norrthon

## DVD
Filmen gavs ut på DVD 2015.